# هوبكينتون (رود آيلاند)
هوبكينتون (بالإنجليزية: Hopkinton)‏ هي بلدة تقع بولاية رود آيلاند في الولايات المتحدة. تبلغ مساحتها 114 (كم²)، وترتفع عن سطح البحر م، بلغ عدد سكانها 8188 نسمة في عام 2010 حسب إحصاء مكتب تعداد الولايات المتحدة وتصل الكثافة السكانية فيها 71.82 نسمة/كم2.

## أعلام
- إدوارد لي غرين

## وصلات خارجية
- http://www.hopkintonri.org
- The US50 - Cities and Towns in Rhode Island State
- Rhode Island Cities and Towns, Facts, Map, Flag, Colleges, Government, and More